# Nakło Śląskie
Nakło Śląskie est une localité polonaise de la gmina de Świerklaniec, située dans le powiat de Tarnowskie Góry en voïvodie de Silésie.